# Witold Borkowski
Witold Borkowski (ur. 26 października 1919 w Wilnie, zm. 5 listopada 1995 w Warszawie) – polski tancerz, choreograf, reżyser.

## Życiorys

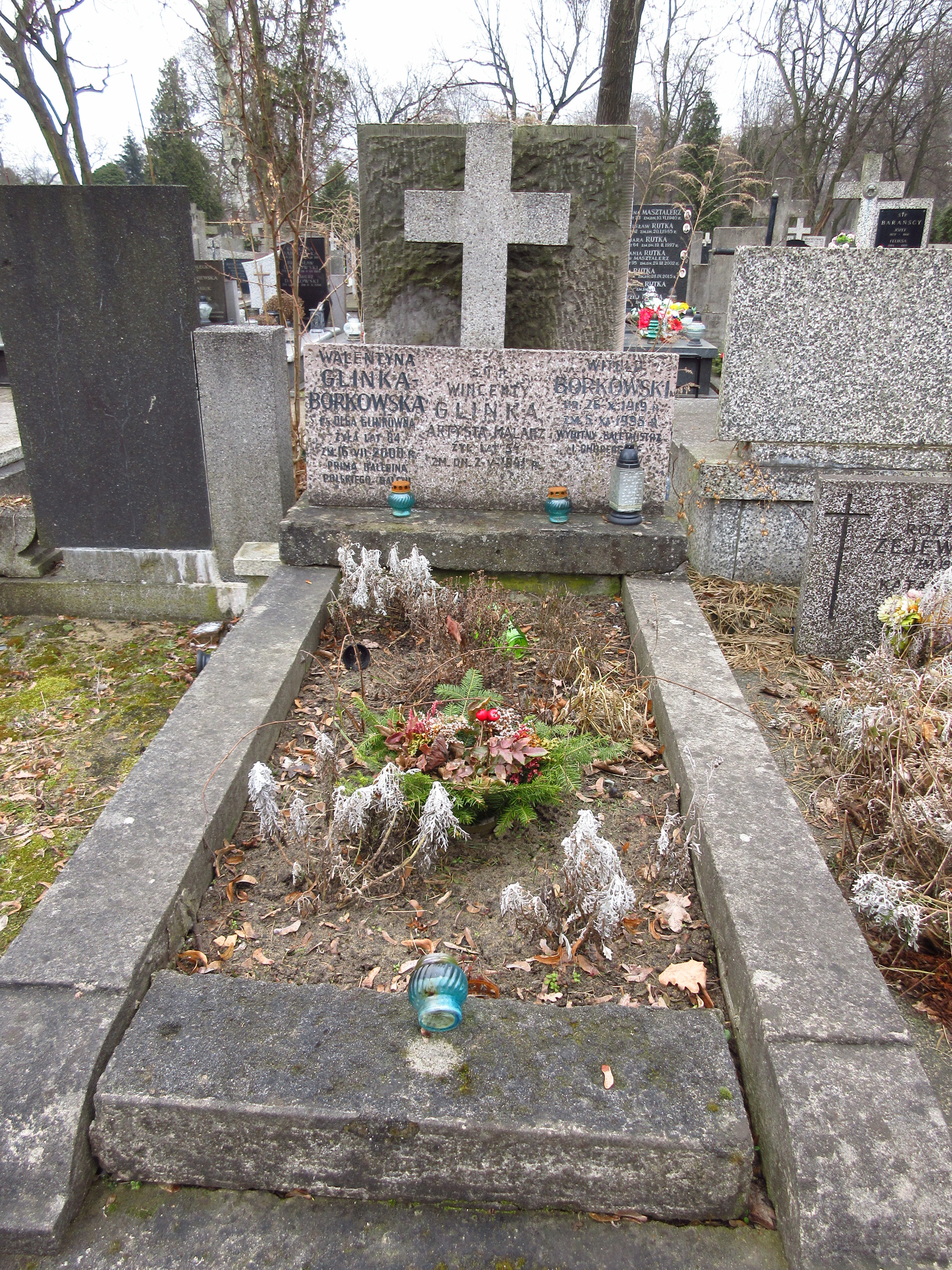
Grób Witolda Borkowskiego na cmentarzu Bródnowskim w Warszawie

Ukończył Studio Baletowe Muraszowej w Wilnie (1937), debiutował w wileńskim Teatrze Lutnia w balecie „Zaproszenie do tańca” Webera. Przed II wojną światową występował w zespole baletowym Feliksa Parnella i teatrze Wielka Rewia w Warszawie.
Podczas okupacji niemieckiej był tancerzem i asystentem choreografa w Teatrze Muzycznym Lutnia w Wilnie, występował także w teatrach Maska i Rozmaitości „Jar” w Warszawie.
Po wojnie występował w Krakowie, następnie tańczył w zespole Feliksa Parnella. W latach 1947–1949 był pierwszym tancerzem i pedagogiem w Operze Śląskiej w Bytomiu, a w latach 1950–1964 pierwszym tancerzem baletu Opery w Warszawie. W latach 1951–1953 współpracował jako choreograf z warszawskimi teatrami, m.in.: Syrena, Nowym i Satyryków. W latach 1955–1959 odbył studia choreograficzne w Państwowej Wyższej Szkole Teatralnej w Warszawie, odbył staże w Państwowym Instytucie Sztuki Teatralnej (GITIS), Teatrze im. Kirowa w Leningradzie (1950), Londynie, Operze Paryskiej (1957), Balecie XX Wieku Maurice’a Béjarta (1968). W latach 1964/1965–1974/1975 zajmował stanowisko kierownika baletu i głównego choreografa Opery Łódzkiej. Był kierownikiem artystycznym działającego przy teatrze studia baletowego (1967–1972), inicjatorem Łódzkich Spotkań Baletowych (1968). W latach 1975–1980 był kierownikiem baletu i choreografem Centralnego Zespołu Artystycznego Wojska Polskiego. Współpracował w dziedzinie choreografii z wieloma teatrami muzycznymi i dramatycznymi, był wielokrotnie jurorem konkursów krajowych i zagranicznych. Był członkiem Prezydium Zarządu i przewodniczącym sekcji choreograficznej Związku Artystów Scen Polskich, wiceprzewodniczącym sekcji choreograficznej Stowarzyszenia Autorów ZAiKS.
Żoną Witolda Borkowskiego była Olga Glinkówna, tancerka, pierwsza solistka Teatru Wielkiego w Warszawie.
Zmarł w Warszawie, pochowany 9 listopada 1995 na cmentarzu Bródnowskim (kwatera 68A-2-14).

## Najważniejsze partie[3]
- Diabeł i Pan Twardowski (Pan Twardowski)
- Piękny chłopiec (Swantewit)
- Satyr (Noc Walpurgii)
- Franz (Coppelia)
- Dyl (Dyl Sowizdrzał)
- Zygfryd (Jezioro łabędzie)
- Romeo (Romeo i Julia)
- Jan Kazimierz (Mazepa)
- Pietruszka (Pietruszka)
- Faun (Popołudnie Fauna)
- Bachus (Zaczarowana oberża)
- Cygan (Kamienny kwiat)

## Najważniejsze choreografie[3]
- Królewna Śnieżka (Łódź)
- Don Kichot (Wrocław)
- Don Kichot Minkusa w Londynie z Ballet Rambert (1962) z London Festival Ballet (1970, 1975)
- Don Kichot i Romeo i Julia w Oslo (1969)
- Królewna Śnieżka w Wilnie (1972), Brnie (1974) Skopje (1989)
- Pan Twardowski w Hawanie (1974)
- prapremiera Joanny Papieżycy Stojanowa w Sofii (1970)
- Fontanna Bachczysaraju Asafiewa w Skopje (1981)
- Romeo i Julia w São Paulo (1985).

## Ordery i odznaczenia
- Krzyż Komandorski Orderu Odrodzenia Polski (1987)
- Krzyż Oficerski Orderu Odrodzenia Polski (1959)
- Krzyż Kawalerski Orderu Odrodzenia Polski (1956)
- Złoty Krzyż Zasługi (11 lipca 1955)[4]
- Medal 10-lecia Polski Ludowej (19 stycznia 1955)[5]
- Odznaka 1000-lecia Państwa Polskiego (1967)
- Złota Odznaka honorowa „Za Zasługi dla Warszawy” (1988)
- Honorowa Odznaka Miasta Łodzi (1968)
- Medal ZAiKS-u (1988)[6]
- Odznaka ZAiKS-u (1986)[6]
- Medal 200-lecia Baletu Polskiego (1985)

## Upamiętnienie
W 2017 w Teatrze Wielkim w Łodzi nadano imię Witolda Borkowskiego Sali Baletowej i odsłonięto pamiątkową tablicę.